# Teinopodagrion muzanum
Teinopodagrion muzanum är en trollsländeart som först beskrevs av Navás 1934.  Teinopodagrion muzanum ingår i släktet Teinopodagrion och familjen Megapodagrionidae. Inga underarter finns listade i Catalogue of Life.